# Oorlogen van de Drie Koninkrijken

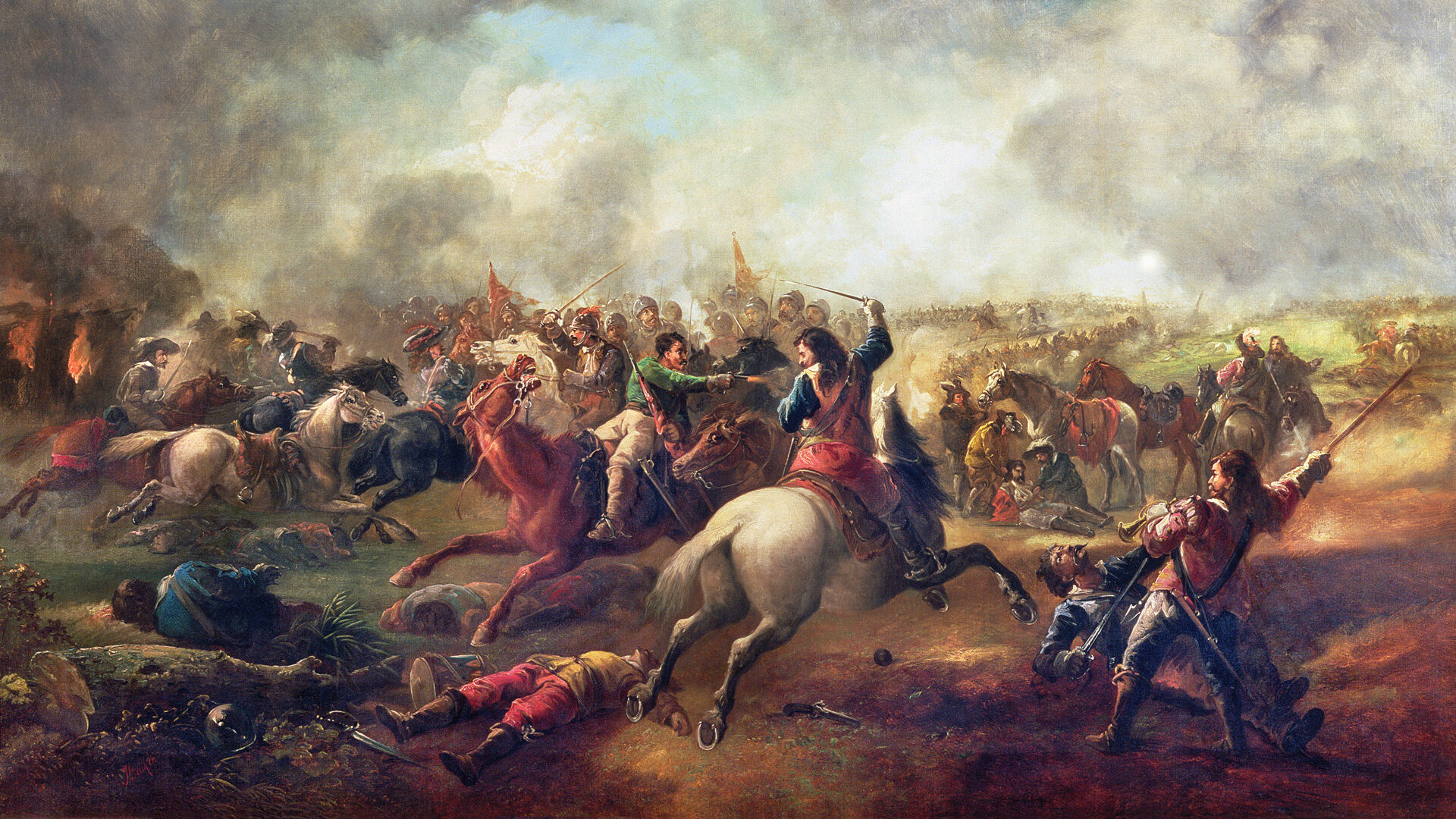
Slag bij Marston Moor (1644).

De Oorlogen van de Drie Koninkrijken (Engels: Wars of the Three Kingdoms) soms ook wel de Britse Burgeroorlogen genoemd (Engels: British Civil Wars), vormden een verstrengelde reeks conflicten die plaatsvonden in de koninkrijken Engeland, Ierland en Schotland tussen 1639 en 1651. De Engelse Burgeroorlog is de bekendste van deze conflicten; tijdens deze strijd werd in 1649 de monarchie afgeschaft en koning Karel I van Engeland door het Engelse parlement onthoofd.
De Oorlogen van de Drie Koninkrijken (1639–1651) kunnen worden opgedeeld in vier kleinere doch verwante godsdienstoorlogen:
- De Bisschoppenoorlogen (1639–1640)
- De Engelse Burgeroorlog (1642–1651)
- Schotland in de Oorlogen van de Drie Koninkrijken (1644–1651)
- Ierse Confederale Oorlogen (1641–1653), waaronder Cromwells verovering van Ierland (1649–1653)[6]